# جشنواره لس‌گای‌سینه‌ماد
جشنوارهٔ لس‌گای‌سینه‌ماد (اسپانیایی: LesGaiCineMad‎) یا جشنواره بین‌المللی سینمای ال‌جی‌بی‌تی مادرید (اسپانیایی: Festival Internacional de Cine LGBT de Madrid‎) یک جشنواره فیلم دگرباشان جنسی است که در مادرید، اسپانیا برگزار می‌شود، که توسط «فوندانسیون تریانگولو» سازماندهی می‌شود و معمولاً در نوامبر هر سال برگزار می‌گردد.
نخستین دورهٔ این جشنواره در سال ۱۹۹۶ برگزار شد. حدود ۱۴۰۰۰ شرکت‌کننده برای جشنوارهٔ ۲۰۱۰ شرکت کردند. این جشنواره توسط مطبوعات اسپانیایی در سان سباستیان و مالاگا پوشش داده می‌شود.